# Sandra Wohlhauser
Sandra Wohlhauser (* 11. September 1975 in Freiburg; heimatberechtigt in Heitenried und St. Antoni FR) ist eine Schweizer Richterin. Seit 2025 ist sie Richterin am Bundesgericht.

## Leben und Wirken
Wohlhauser studierte Rechtswissenschaften an der Universität Freiburg, wo sie 2004 als lizenzierte Rechtsanwältin abschloss. 2004 wurde sie im Kanton Freiburg als Rechtsanwältin zugelassen. Noch im selben Jahr wurde sie stellvertretende Gerichtsschreiberin am Kantonsgericht Freiburg. 2008 wechselte sie als Rechtsanwältin in die Freiburger Kanzlei Frilegal SA, kehrte 2016 aber als Richterin am Kantonsgericht Freiburg in den Schweizer Justizdienst zurück. Dort wurde sie bald Vizepräsident der Strafkammer und Mitglied des Revisionsgerichts für Strafsachen, später auch Vizepräsidentin des 1. Zivilgerichts und Präsidentin des Kindes- und Erwachsenenschutzgerichts. Ab 2018 war sie zudem Präsidentin des Steuerungsausschusses des kantonalen E-Justiz-Digitalisierungsprogramms. 2024 wurde sie Vizepräsidentin des Kantonsgerichts Freiburg. Am 12. Juni 2024 wurde sie für die SP zur Richterin am Bundesgericht gewählt. Ihre Stellung trat sie am 1. Januar 2025 an.